# Сан-Паулу (Лиссабон)
Сан-Паулу (порт. São Paulo) — район (фрегезия) в Португалии, входит в округ Лиссабон. Является составной частью муниципалитета Лиссабон. Находится в составе крупной городской агломерации Большой Лиссабон. По старому административному делению входил в провинцию Эштремадура. Входит в экономико-статистический субрегион Большой Лиссабон, который входит в Лиссабонский регион. Население составляет 3521 человек на 2001 год. Занимает площадь 0,41 км².